# Schnepfenaal
Der Schnepfenaal (Nemichthys scolopaceus) ist ein weltweit in allen Ozeanen zwischen 55° nördlicher und 42° südlicher Breite vorkommender Meeresfisch.

## Merkmale
Die Fische werden maximal 1,30 Meter lang. Der Körper ist lang und dünn und läuft in einem langen filamentartigen Faden aus. Die Rückenflosse wird von etwa 350 Flossenstrahlen gestützt, die Afterflosse von 320 Flossenstrahlen. Eine Schwanzflosse ist nicht festzustellen. Das Maul ist pinzettartig lang ausgezogen und an den Enden auseinandergebogen. Die Fische sind von dunkelbrauner oder grauer Farbe, die Unterseite ist oft dunkler. Die Afterflosse und die Enden der Brustflossen sind fast schwarz.

## Verbreitung
Der Schnepfenaal lebt weltweit in tropischen, subtropischen und gemäßigten Meeren. An den europäischen Küsten reicht sein Verbreitungsgebiet von der Südküste Islands bis nach Spanien. Er ist auch im westlichen Mittelmeer und im Skagerrak zu finden.

## Lebensweise
Der Schnepfenaal lebt von der Meeresoberfläche bis in Tiefen von 3600 Metern, meist jedoch zwischen 400 und 1000 Metern, im nördlichen Teil seines Verbreitungsgebietes auch zwischen 100 und 400 Metern. Er ernährt sich von kleinen pelagischen Krebstieren, die er mit weit geöffnetem Maul fängt. Die Kiefer werden nach Erreichen der Geschlechtsreife rückgebildet. Der Schnepfenaal vermehrt sich deshalb wahrscheinlich nur einmal in seinem Leben (Semelparitie) und ist ovipar. Die transparenten Larven sind planktonische Leptocephaluslarven, die nah der Meeresoberfläche leben.